# كاظم خاني عليا (مقاطعة غيلانغرب)
كاظم‌خاني عليا (بالفارسية: کاظم‌خانی علیا) هي قرية تقع في قسم حيدريه الريفي في إيران. يقدر عدد سكانها بـ 351 نسمة .